# Quintette pour piano et cordes no 1 de Fauré
Pour les articles homonymes, voir Quintette pour piano et cordes.
Le Quintette pour piano et cordes no 1 en ré mineur opus 89 est le premier quintette pour piano, deux violons, alto et violoncelle de Gabriel Fauré.

## Contexte et création
Gabriel Fauré compose un Quatuor avec piano en 1891, mais il se rend compte que cette œuvre nécessiterait l'adjonction d'un second violon. Il le reprend entre 1903 et 1906 à Lausanne et Zurich, alors qu'il commence à ressentir les premiers effets de la surdité. Le Quintette pour piano et cordes no 1 est créé le 23 mars 1906 à Bruxelles avec le quatuor Ysaÿe et le compositeur au piano. Dédié à Eugène Ysaÿe, il est publié outre-atlantique chez Schirmer à New York.

## Structure
1. Molto moderato (à )
2. Adagio (à 
, en sol majeur)
3. Finale : Allegretto moderato ( à , en ré majeur)

La durée d'exécution est d'environ trente minutes.

## Analyse

### Molto moderato
Le Molto moderato est de forme sonate bithématique. Le premier est d'abord donné par le second violon dans une atmosphère dolce cantando avant d'être déroulé par les cordes sur des figurations arpégées de triples croches au piano. D'après Harry Halbreich, il s'agit d'« un arc-en-ciel luisant à travers une harpe éolienne ». Rythmiquement, le second thème est l'antithèse du premier, donné dans une nuance fortissimo par les cordes. Le thème se conclut par le piano avec un bref motif qui prendra de l'importance dans le développement. L'exposition se termine dans la tonalité de fa majeur. Le développement présente différentes des deux thèmes ainsi que du motif pianistique dans un contrepoint élaboré. La réexposition présente d'autres éclairages et de nouvelles combinaisons. La coda est dans la tonalité de ré majeur et comprend un développement terminal autour du second thème.

### Adagio
Pour Harry Halbreich, le deuxième mouvement « [répudie] toute pesanteur terrestre ». Il offre une phrase cantabile donnée par le premier violon sur le balancement de la métrique. Cette « rêverie » est intensifiée et graduée progressivement. Le si mineur donne au piano une tendresse et une ingénuité de comptine. Le premier thème est repris dans une nuance fortissimo au second violon préparé par des intrusions du 
 dans le 
 du développement. Les deux thèmes se commbinent dans la coda qui, selon Jean-Michel Nectoux est un « moment de pure musique ».

### Finale: Allegretto moderato
Le Finale d'aspect populaire est de forme libre proche du rondo. Le thème principal est présenté à trois reprises, à chaque fois sous une forme différente : d'abord il est donné dans l'aigu du piano en octaves parallèles, puis aux cordes avec un contre-chant, enfin au piano mais en octaves brisés. Certains musicographes ont comparé cette mélodie et sa triple présentation au thème de la Symphonie no 9 de Ludwig van Beethoven. Si l'exposition commence de façon mystérieuse, elle éclate ensuite dans une rare allégresse. Le second thème, dans la tonalité de si mineur et dans une nuance espressivo sostenuto, entre tardivement en rythmes pointés. La reprise du thème est brève et s'amorce par un contrepoint avec le second thème. La coda en forme de strette est très brillante et clôt dans un élan de joie l'ensemble du mouvement.